# Peter Van der Heyden
Peter Van der Heyden (Aalst, Bélgica, 16 de julio de 1976) es un exfutbolista belga que se desempeñaba como lateral izquierdo y fue profesional entre 1998 y 2016.

## Selección nacional
Ha sido internacional con la selección de fútbol de Bélgica, ha jugado 21 partidos internacionales y ha anotado un gol.

### Participaciones en Copas del Mundo
| Mundial                        | Sede                  | Resultado        |
| ------------------------------ | --------------------- | ---------------- |
| Copa Mundial de Fútbol de 2002 | Corea del Sur y Japón | Octavos de final |

## Clubes
| Club                   | País     | Año         |
| ---------------------- | -------- | ----------- |
| Eendracht Aalst        | Bélgica  | 1998 - 2000 |
| Club Brujas            | Bélgica  | 2000 - 2005 |
| VfL Wolfsburg          | Alemania | 2005 - 2008 |
| 1. FSV Maguncia 05     | Alemania | 2008 - 2009 |
| Club Brujas            | Bélgica  | 2010 - 2011 |
| KFC Germinal Beerschot | Bélgica  | 2011 - 2012 |
| FC Knokke              | Bélgica  | 2012 - 2016 |